# Saint-Aubin-de-Nabirat
Saint-Aubin-de-Nabirat (occitan: Sent Albin de Nabirac) là một xã, nằm ở tỉnh Dordogne vùng Aquitaine của Pháp. Xã này có diện tích 6,49 km², dân số năm 1999 là 119 người. Xã nằm ở khu vực có độ cao trung bình 212 m trên mực nước biển.

## Hành chính
| Danh sách các xã trưởng                |            |                         |                  |         |
| Giai đoạn                              | Giai đoạn  | Tên                     | Đảng             | Tư cách |
| ?                                      | 2002       | Robert Mollat           | -                | -       |
| 2002                                   | đương chức | Jean-Claude Van Severen | không chính thức | hưu trí |
| Tất cả các dữ liệu trước đây không rõ. |            |                         |                  |         |

## Thông tin nhân khẩu
| Năm | 1962 | 1968 | 1975 | 1982 | 1990 | 1999 |
| --- | ---- | ---- | ---- | ---- | ---- | ---- |
| Dân số | 159  | 138  | 111  | 122  | 124  | 119  |
| From the year 1962 on: No double counting—residents of multiple communes (e.g. students and military personnel) are counted only once. |      |      |      |      |      |      |